# シーラカンス科
シーラカンス科（Coelacanthidae）は、古生代ペルム紀に出現し、約1億4,500万年前（中生代ジュラ紀後期）までは世界中の海に広く生息していた硬骨魚類の一群（科）。
肉鰭綱-総鰭亜綱（シーラカンス亜綱）-シーラカンス目に属する。しばしば誤解されることであるが、いわゆる現生の”シーラカンス”、すなわちラティメリア属（Latimeria）はこのシーラカンス科ではなく、より後になって登場したラティメリア科に属している。
コエラカントゥス属（Coelacanthus）を模式属とし、現在知られるシーラカンス科は、アクセリア、ティキネポミス、ウィマニア、インドコエラカントゥスなどの属を含む。
いくつかの属は三畳紀に現れ、しかしその時代のうちに滅び、コエラカントゥス属だけが約1億4,500万年前（中生代ジュラ紀後期）まで生き延びた。